# 오봉록
오봉록(吳鳳祿, 1903년 2월 6일~1981년 7월 20일)은 한국의 독립운동가이다.

## 생애
1905년 9월 7일에 대한제국 평안북도 희천군에서 태어난 그는 보성학당(普成學堂)을 졸업한 뒤 명신학교 교사로 재직했다. 1907년에 국채보상의무금으로 박문욱(朴文旭), 최지만(崔致萬) 등과 각각 20전을 기부했다. 1919년에 3·1 운동이 일어나자 독립운동에 참여하기 위해 무장독립 단체인 천마산대(天摩山隊) 3중대에 입대했다.
이창진(李昌珍) 등과 같이 군자금 모금활동을 전개했으며, 1921년에는 김창오(金昌伍)의 지휘로 밀정인 임모(林某)를 생포했고, 1922년 9월에는 김용택(金龍澤)의 지휘하에 이영선(李永善), 박응백(朴應伯) 등과  희천군 동면 명문창(明文倉) 주재소를 습격해 군무기를 획득했다.
1924년 3월, 천마산대가 해산하자 교사 및 한의사로서 한인 교포들을 위해서 힘쓰다가 1945년 광복 후에 귀국했다.
1990년에 대한민국 정부는 그의 공훈을 기려 건국훈장 애족장을 추서했다.